# 羅臭頭
羅臭頭（？—1915年），也作羅嗅頭，台灣日治時期嘉義廳店仔口支廳南勢庄（今臺南市白河區）人，一度遷居六甲支廳所管轄的烏山內（今臺南市六甲區），之後又遷至大南勢庄的二尖山中（標高2800公尺），為台灣抗日人士，六甲事件主謀者。

## 六甲事件
羅臭頭年輕時因強姦獲罪，逃往六甲支廳的內山中，因而敵視日警。其時，有犯竊盜罪的羅獅，被六甲支廳通緝，走投無路下，與弟羅陳逃至羅臭頭潛藏之處，兩人同氣相求。羅臭頭曾卜卦得自己有「台灣皇帝」之命，於是與大坵園庄（六甲鄉大坵村）的陳條榮、六甲支廳的羅獅、羅陳兄弟策動六甲事件，決定於1914年的農曆七月發動攻擊，計畫先攻下六甲支廳。然而在起事之前，計畫在5月5日從店仔口支廳大埔（台南縣大埔鄉）派出所偷出春田式長槍2枝及子彈百發遭日警發覺，警方立即進行大搜查。羅臭頭恐在事前被捕獲，乃先發制人，在5月7日夜裡召集同志十餘人，提早襲擊大坵園王爺宮（六甲鄉王爺村）的警察派出所。沿途七、八十位居民亦隨之參與，大隊人馬向六甲支廳前進。
警察隊於8日緊急出動，於王爺宮的造林地遭遇抗日隊伍，雙方激烈交戰。之後羅方逐漸不支，遂退入三腳的山中。但日方派出優勢警力大舉圍山，羅臭頭、羅陳、羅其見大勢已去，不甘被俘而自殺身亡。
1914年11月13日，總督府於台南地方法院審判，共計審理106人。其中依《匪徒刑罰令》判處死刑者8人、無期徒刑者4人、有期徒刑者10人、無罪1人、行政處分（即已被日警處決者）15人、在檢查庭上不起訴處分者68人。而參與人士中，羅獅、李松、林班、陳條榮等人則逃出日警之手，之後加入西來庵事件成為江定的手下。